# هویک هوویان
هویک واچاگانی هوویان (هوهانیسیان) (Հովիկ Վաչագանի Հովեյան (Հովհաննիսյան)؛ زادهٔ ۲۳ نوامبر ۱۹۵۶) یک شاعر، مترجم و سیاستمداراهل ارمنستان است که از تاریخ ۳ مه ۲۰۰۴ تا تاریخ ۵ ژانویه ۲۰۰۶ در دولت سمت وزیر فرهنگ و امور جوانان ارمنستان را برعهده داشت.

## زندگی‌نامه
در ۲۳ نوامبر ۱۹۵۶ در ایروان به دنیا آمد و فرزند واچاگان هوهانیسیان می‌باشد. هویک هوویان و از دانشکده لغت‌شناسی دانشگاه دولتی ایروان فارغ‌التحصیل شد. وی همچنین برنده مدال طلای وزارت فرهنگ جمهوری ارمنستان (۲۰۱۱)، مدال طلای یادبود فریتیوف نانسن و مدال یابود گریگور نارکاتسی وزارت فرهنگ جمهوری ارمنستان شده‌است.